# Distretto di Futian
Il distretto di Futian (福田区S, Fútián QūP) è un distretto della Cina, situato nella provincia del Guangdong e amministrato dalla città di Shenzhen.